# Oxo-
Die Vorsilbe Oxo- (von Oxygen, Sauerstoff) wird in der chemischen Nomenklatur als Präfix zur Benennung verschiedener Klassen von Verbindungen benutzt:
- Oxoverbindungen enthalten ein Sauerstoffatom, das doppelt an Kohlenstoff oder ein anderes Element gebunden ist
- Oxocarbonsäuren, Carbonsäuren, die neben der Carboxygruppe zusätzliche Aldehyd- oder Ketogruppen enthalten
- Oxoalkohole, Jargonbezeichnung für meist primäre, verzweigte, höhere Alkohole, die bei der Oxo-Synthese gewonnen werden[1]
- Oxoaldehyde, systematische Gattungsbezeichnung für zusätzliche Ketogruppen tragende Aldehyde, auch Jargonbezeichnung für mittels Oxo-Synthese gewonnene Aldehyde[2]
- Oxosäuren, Säuren, die aus Sauerstoff, Wasserstoff und mindestens einem weiteren Element bestehen, in der anorganischen Chemie ein Alternativname für Sauerstoffsäuren
- Oxokohlenstoffe, Verbindungen, die nur aus Sauerstoff und Kohlenstoff bestehen

## Anorganische Chemie
Nach den IUPAC-Regeln 5-214 und 7.312 ist Oxo- die Bezeichnung für ein Sauerstoffatom als Ligand in Koordinationsverbindungen. In Oxoverbindungen liegt ein (oder mehrere) mit beiden Valenzen an das gleiche Fremdatom (As, S, N etc.) gebundenes Sauerstoffatom vor.